# Oedostethus mystax
Oedostethus mystax is een keversoort uit de familie kniptorren (Elateridae). De wetenschappelijke naam van de soort werd voor het eerst geldig gepubliceerd in 1971 door Elena Gurjeva.